# Wallscheid
Wallscheid là một đô thị ở huyện Bernkastel-Wittlich, trong bang Rheinland-Pfalz, Đô thị Wallscheid có diện tích 5,95 km², dân số thời điểm ngày 31 tháng 12 năm 2006 là 357 người.